# Liste der denkmalgeschützten Objekte in Gaweinstal
Die Liste der denkmalgeschützten Objekte in Gaweinstal enthält die 34 denkmalgeschützten, unbeweglichen Objekte der niederösterreichischen Marktgemeinde Gaweinstal im Bezirk Mistelbach.

## Denkmäler
| Foto |                 | Denkmal                                                                                       | Standort                                             | Beschreibung | Metadaten |
| ---- | --------------- | --------------------------------------------------------------------------------------------- | ---------------------------------------------------- | --- | --- |
| ja   | Datei hochladen | Ortskapelle HERIS-ID: 13292 Objekt-ID: 9464                                                   | Dorfstraße 2a Standort KG: Atzelsdorf                | Die Ortskapelle von Atzelsdorf ist ein kleiner Bau des 19. Jahrhunderts, mit Satteldach und östlichem Turm. In der Turmfassade befindet sich eine Figurennische mit einer farbig gefassten Figur des hl. Florian aus der Zeit um 1700. Außen an der nördlichen Kapellenwand befindet sich ein barockes Kreuz, bezeichnet mit 1713. | BDA-Hist.: Q38174670 Status: § 2a Stand der BDA-Liste: 2025-06-30 Name: Ortskapelle GstNr.: .143 Atzelsdorfer Ortskapelle                                                   |
| ja   | Datei hochladen | Antoniuskapelle HERIS-ID: 83338 Objekt-ID: 97213 marterl.at: 8287                             | Standort KG: Atzelsdorf                              | Am südlichen Ortsausgang steht eine kleine Wegkapelle aus der zweiten Hälfte 19. Jahrhunderts, ein verputzter Ziegelbau mit spitzbogiger Öffnung, geweiht dem hl. Antonius von Padua. | BDA-Hist.: Q38180501 Status: § 2a Stand der BDA-Liste: 2025-06-30 Name: Antoniuskapelle GstNr.: .187                                                                        |
| ja   | Datei hochladen | Strobl-Kapelle HERIS-ID: 13300 Objekt-ID: 9472                                                | gegenüber Brünnerstraße 32 Standort KG: Gaweinstal   | Die Wegkapelle aus dem späten 19. Jahrhundert verfügt über einen neugotischen Altar und eine spitzbogige Öffnung. | BDA-Hist.: Q38174861 Status: Bescheid Stand der BDA-Liste: 2025-06-30 Name: Strobl-Kapelle GstNr.: 8/2                                                                      |
| ja   | Datei hochladen | Bürgerhaus, ehem. Posthaus HERIS-ID: 13301 Objekt-ID: 9473                                    | Hauptplatz 27 Standort KG: Gaweinstal                | Das ehemalige Posthaus, vermutlich das älteste Bürgerhaus Gaweinstals, wurde nach dem Schwedeneinfall 1645 errichtet und von Postmeister Lettner im Jahre 1706 umgebaut. Das hohe Schopfwalmdach hat an den Schmalseiten Volutengiebel und Pinienzapfen. Profiliertes Kordongesims, Obergeschoß mit Pilastergliederung über pilastergerahmten Tor. In der Fassade sind die barocken Statuen der Heiligen Florian und Nepomuk integriert. | BDA-Hist.: Q38174879 Status: Bescheid Stand der BDA-Liste: 2025-06-30 Name: Bürgerhaus, ehem. Posthaus GstNr.: .208                                                         |
| ja   | Datei hochladen | Bürgerhaus, ehem. Rathaus HERIS-ID: 13302 Objekt-ID: 9474                                     | Hauptplatz 29 Standort KG: Gaweinstal                | Das ehemalige Rathaus ist ein spätbiedermeierlicher Bau ersten Hälfte 18. Jahrhunderts. Es hat einen übergiebelten Mittelrisalit mit Doppeladler im Giebelfeld sowie einen Balkon auf geschwungenen Konsole mit toskanischen Säulen über einem Stichbogenportal. Das Gebäude dient heute als Gasthaus und Hotel. | BDA-Hist.: Q38174914 Status: Bescheid Stand der BDA-Liste: 2025-06-30 Name: Bürgerhaus, ehem. Rathaus GstNr.: .206/2                                                        |
| ja   | Datei hochladen | Dreifaltigkeitssäule HERIS-ID: 13295 Objekt-ID: 9467 marterl.at: 7366                         | Hauptplatz 38 Standort KG: Gaweinstal                | Die Dreifaltigkeitssäule mit Gnadenstuhl-Figurengruppe in der Brünnerstraße ist mit 1861 bezeichnet. Gestiftet wurde sie von Marina Anger. Ursprünglich stand sie auf dem Platz vor der heutigen Apotheke (Hauptplatz 11), wo sich bis 1858 der Pranger befunden hatte. Der durch einen Riss beschädigte Säulenschaft wurde bei der Sanierung 2017 durch eine Neuanfertigung ersetzt. | BDA-Hist.: Q38174738 Status: § 2a Stand der BDA-Liste: 2025-06-30 Name: Dreifaltigkeitssäule GstNr.: 1873/13                                                                |
| ja   | Datei hochladen | Pfarrhof mit Nebengebäuden und Pfeilerzaun HERIS-ID: 13305 Objekt-ID: 9477                    | Kirchenplatz 1 Standort KG: Gaweinstal               | Der alte Pfarrhof brannte am 22. August 1704 mit der Kirche ab. Unter dem Abt des Schottenstiftes Carl Fetzer wurde er von 1731 bis 1744 neu errichtet. Der früh- bis hochbarocke zweigeschoßiger Vierflügelbau umschließt einen rechteckigen Hof. Der dreigeschoßige Hauptflügel im Süden, mit beeindruckenden Räumen mit reichen Stuckdecken, grenzt in Richtung Withalmstraße an einen ehemaligen Wehrgraben. | BDA-Hist.: Q38174990 Status: § 2a Stand der BDA-Liste: 2025-06-30 Name: Pfarrhof mit Nebengebäuden und Pfeilerzaun GstNr.: .602/1 Pfarrhof Gaweinstal                       |
| ja   | Datei hochladen | Kreuzigungsgruppe „Weißes Kreuz“ HERIS-ID: 13296 Objekt-ID: 9468                              | vor Kirchenplatz 2 Standort KG: Gaweinstal           | Die barocke Figurengruppe wurde 1718 von Postmeister Johann Lettner gestiftet und von Steinmetzmeister Oxner errichtet. Die Gruppe besteht aus den hll. Maria Magdalena, Maria und Johannes zu Füßen des gekreuzigten Jesus Christus und ist von einer Steinbalustrade mit Schlinggitter umgeben. | BDA-Hist.: Q38174768 Status: § 2a Stand der BDA-Liste: 2025-06-30 Name: Kreuzigungsgruppe GstNr.: 3007 Kreuzigungsgruppe Weißes Kreuz, Gaweinstal                           |
| ja   | Datei hochladen | Kath. Pfarrkirche hl. Georg HERIS-ID: 13293 Objekt-ID: 9465                                   | bei Kirchenplatz 3 Standort KG: Gaweinstal           | Die Pfarrkirche hl. Georg in Gaweinstal ist eine hochbarocke Saalkirche mit einem vierjochigen Langhaus, überspannt von einem Tonnengewölbe mit Stichkappen, an das sich ein zweijochiges Presbyterium mit geradem Chorschluss anschließt. Ein erstes Kirchengebäude wurde an dieser Stelle schon vor Beginn 13. Jahrhunderts errichtet. Die erste gesicherte Erwähnung stammt aus dem Jahr 1444. Die Kirche wurde durch den Schwedeneinfall 1645 zerstört, um 1650 wiederhergestellt und 1692 wegen Baufälligkeit neu erbaut. 1702 erfolgte der Anbau eines Presbyteriums und des Kirchturms. 1704 ist die Kirche bis auf die Grundmauern abgebrannt und wurde anschließend in der heutigen Form neu erbaut. | BDA-Hist.: Q38174688 Status: § 2a Stand der BDA-Liste: 2025-06-30 Name: Kath. Pfarrkirche hl. Georg GstNr.: .603 Pfarrkirche Gaweinstal                                     |
| ja   | Datei hochladen | Gemeindeamt, ehemalige Schule HERIS-ID: 13294 Objekt-ID: 9466                                 | Kirchenplatz 3 Standort KG: Gaweinstal               | Das ehemalige Volksschulgebäude wird seit 2007 Gemeindeamt genutzt. Es ist ein späthistoristischer Bau von 1894/1895. | BDA-Hist.: Q38174709 Status: § 2a Stand der BDA-Liste: 2025-06-30 Name: Schule GstNr.: .605 Gemeindeamt Gaweinstal                                                          |
| ja   | Datei hochladen | Kirchhof mit Umfassungsmauer und Denkmälern HERIS-ID: 13306 Objekt-ID: 9478                   | gegenüber Kirchenplatz 3 Standort KG: Gaweinstal     | Der Kirchhof verfügt über eine Dreifaltigkeitssäule (Gnadenstuhl auf toskanischer Säule), bezeichnet mit „Johann Wendler 1686“, der ursprünglich gegenüber dem heutigen Feuerwehrhaus stand. Dahinter befindet sich ein Kriegerdenkmal für die Gefallenen des Ersten und Zweiten Weltkriegs (ursprüngliche Aufstellung am Hauptplatz). Weitere Außenplastiken rund um die Kirche: Statue des hl. Benedikt auf Volutensockel im nördlichen Turmwinkel, bezeichnet 1715; sowie das klassizistische Grabmal der Postmeisterin Elisabeth Dachler, um 1820, östlich der Kirche auf dem aufgelassenen Friedhof. | BDA-Hist.: Q38175001 Status: § 2a Stand der BDA-Liste: 2025-06-30 Name: Kirchhof mit Umfassungsmauer und Denkmälern GstNr.: 2893, 2894                                      |
| ja   | Datei hochladen | Mausoleum, Grabkapelle Withalm HERIS-ID: 13299 Objekt-ID: 9471                                | neben Schulstraße 17 Standort KG: Gaweinstal         | Am Friedhof von Gaweinstal befindet sich die neugotische Grabkapelle der Familie Withalm. Bestattet ist dort unter anderem der Politiker Hermann Withalm. | BDA-Hist.: Q38174841 Status: § 2a Stand der BDA-Liste: 2025-06-30 Name: Mausoleum, Grabkapelle Withalm GstNr.: 2972                                                         |
| ja   | Datei hochladen | Lichtsäule, sog. Pestkreuz HERIS-ID: 83321 Objekt-ID: 97196                                   | Stadlplatz Standort KG: Gaweinstal                   | Die Lichtsäule mit Pestkreuz trägt eine Inschrift von 1682. | BDA-Hist.: Q38180445 Status: § 2a Stand der BDA-Liste: 2025-06-30 Name: Lichtsäule, sog. Pestkreuz GstNr.: 1/13                                                             |
| ja   | Datei hochladen | Figurenbildstock hl. Johannes Nepomuk HERIS-ID: 13298 Objekt-ID: 9470                         | bei Wienerstraße 5 Standort KG: Gaweinstal           | Die barocke Steinfigur des hl. Nepomuk ist mit 1725 bezeichnet. | BDA-Hist.: Q38174807 Status: § 2a Stand der BDA-Liste: 2025-06-30 Name: Figurenbildstock hl. Johannes Nepomuk GstNr.: 2877 Statue of John of Nepomuk, Gaweinstal            |
| ja   | Datei hochladen | Schenkerkreuz HERIS-ID: 13297 Objekt-ID: 9469                                                 | gegenüber Wienerstraße 59 Standort KG: Gaweinstal    | Der Raubritter Gamareth Fronauer überfiel 1460 Gaweinstal, es gab ein Gemetzel mit vielen Toten, jedoch konnte Fronauer zurückgeschlagen werden. Dieses Kreuz wurde den in diesem Kampf Gefallenen zum ewigen Gedächtnis errichtet. Da es in der Nähe der alten Schenkenmühle aufgestellt wurde, erhielt es den Namen „Schenkerkreuz“. 2018 wurde das Kreuz restauriert und um einige Meter versetzt. | BDA-Hist.: Q38174787 Status: § 2a Stand der BDA-Liste: 2025-06-30 Name: Bildstock GstNr.: 2875/2                                                                            |
| ja   | Datei hochladen | Klingerkapelle HERIS-ID: 13303 Objekt-ID: 9475                                                | Standort KG: Gaweinstal                              | Die Klingerkapelle ist ein spätbarocker Bau. An Stelle eines zerfallenen hölzernen Kreuzes wurde 1676 eine Kapelle mit der Statue des gegeißelten Jesus Christus erbaut. Benannt ist sie vermutlich nach dem Erbauer Lorenz Klinger aus Aigen-Gaunersdorf. Die Kapelle wurde 2021/22 restauriert. | BDA-Hist.: Q38174962 Status: § 2a Stand der BDA-Liste: 2025-06-30 Name: Klingerkapelle GstNr.: 3069                                                                         |
| ja   | Datei hochladen | Bildstock, Lichthäuschen HERIS-ID: 84321 Objekt-ID: 98411 marterl.at: 7362                    | Standort KG: Gaweinstal                              | Es handelt sich um ein spätgotisches Lichthäuschen aus dem 15./16. Jh. Es ist aus Naturstein gefügt, am Pfeilerschaft befinden sich gut sichtbar Steinmetzzeichen. 1982 wurde es sekundär aufgestellt, nachdem es von einem Blitzschlag stark beschädigt und anschließend restauriert wurde. Es hat die Spitznamen Stoananes Mandl und Insektenkreuz (es wurde von der Sage mit einer Heuschreckenplage um 1680 verknüpft). | BDA-Hist.: Q38182563 Status: § 2a Stand der BDA-Liste: 2025-06-30 Name: Bildstock, Lichthäuschen GstNr.: 1874/9                                                             |
| ja   | Datei hochladen | Kreuzigungsfigur am Friedhof HERIS-ID: 113246 Objekt-ID: 131523 marterl.at: 7421seit 2021     | Standort KG: Gaweinstal                              | Inmitten des Friedhofs steht auf einem gemauerten Sockel ein Kalksandsteinkreuz mit nördlich ausgerichtetem Corpus. An der Rückseite des Sockels ist die Jahreszahl 1827 eingraviert; auf einer grauen Steintafel an der Vorderseite erinnert eine Inschrift an Johann Dachler, der das Denkmal 1827 gestiftet hatte und 1831 darunter begraben wurde. Das Denkmal wurde 2022 restauriert. | BDA-Hist.: Q105672585 Status: Bescheid Stand der BDA-Liste: 2025-06-30 Name: Kreuzigungsfigur am Friedhof GstNr.: 2972                                                      |
| ja   | Datei hochladen | Kath. Pfarrkirche hl. Laurentius HERIS-ID: 13309 Objekt-ID: 9481                              | Kirchengasse 2a Standort KG: Höbersbrunn             | Die Pfarrkirche hl. Laurentius in Höbersbrunn ist ein barocker Bau aus den Jahren 1748–1754. Ihr dreijochiges Langhaus ist mit einem einjochigen, rundgeschlossenen Presbyterium und einem Fassadenturm ausgestattet. Die Westfassade verfügt über eine Lisenengliederung sowie einen Giebel über Gesims. In der Mitte erhebt sich ein leicht vorgezogener Turm, bezeichnet 1750, mit rundbogigen Schallfenstern und Zwiebelhelm. | BDA-Hist.: Q38175031 Status: § 2a Stand der BDA-Liste: 2025-06-30 Name: Kath. Pfarrkirche hl. Laurentius GstNr.: .33 Pfarrkirche Höbersbrunn                                |
| ja   | Datei hochladen | Bildstock Drei Brüder HERIS-ID: 13308 Objekt-ID: 9480                                         | vor Krautgartengasse 2 Standort KG: Höbersbrunn      | Der Bildstock Drei Brüder ist ein barocker Bildstock von 1783. | BDA-Hist.: Q38175025 Status: § 2a Stand der BDA-Liste: 2025-06-30 Name: Bildstock GstNr.: 2700/6 Bildstock Drei Brüder Höbersbrunn, Gemeinde Gaweinstal                     |
| ja   | Datei hochladen | Figurenbildstock hl. Johannes Nepomuk HERIS-ID: 13310 Objekt-ID: 9482                         | vor Obere Landstraße 29 Standort KG: Höbersbrunn     | Eine barocke, neu gefasste Steinfigur des hl. Nepomuk steht vor Haus Nummer 62. | BDA-Hist.: Q38175039 Status: § 2a Stand der BDA-Liste: 2025-06-30 Name: Figurenbildstock hl. Johannes Nepomuk GstNr.: 2700/2                                                |
| ja   | Datei hochladen | Flur-/Wegkapelle, sog. Urlauberkreuz HERIS-ID: 13307 Objekt-ID: 9479                          | Standort KG: Höbersbrunn                             | Das sogenannte Urlauberkreuz in Höbersbrunn ist eine Wegkapelle mit Satteldach und Rundbogenöffnung aus der zweiten Hälfte 19. Jahrhunderts. Innen befinden sich Votivbilder, die mit 1773 bezeichnet sind. | BDA-Hist.: Q38175018 Status: § 2a Stand der BDA-Liste: 2025-06-30 Name: Flur-/Wegkapelle, sog. Urlauberkreuz GstNr.: 2673/1                                                 |
| ja   | Datei hochladen | Kath. Pfarrkirche hl. Martin mit ummauertem Kirchhof HERIS-ID: 50208 Objekt-ID: 54944         | am Morandusplatz Standort KG: Martinsdorf            | In erhöhter Lage am westlichen Ortsrand von Martinsdorf befindet sich, umgeben von einem Friedhof, die Pfarrkirche hl. Martin. Ihr barockes Langhaus stammt aus dem 17. Jahrhundert, verfügt jedoch über einen älteren Kern. So sind am Dachboden noch romanische Fenster in tiefen Laibungen erhalten. Dem Langhaus ist ein Westturm vorgestellt. Querhaus und Chor stammen aus dem Jahr 1864. | BDA-Hist.: Q38038752 Status: § 2a Stand der BDA-Liste: 2025-06-30 Name: Kath. Pfarrkirche hl. Martin mit ummauertem Kirchhof GstNr.: .2, 5 Pfarrkirche Martinsdorf          |
| ja   | Datei hochladen | Ehemalige Volksschule HERIS-ID: 13313 Objekt-ID: 9486                                         | Morandusplatz 1 Standort KG: Martinsdorf             | Die östlich der Kirche gelegene Volksschule ist ein zweigeschoßiger, mit 1893 bezeichneter Bau. Das Erdgeschoß weist eine Putzbänderung auf. | BDA-Hist.: Q38175098 Status: § 2a Stand der BDA-Liste: 2025-06-30 Name: Volksschule GstNr.: .3 Volksschule (Martinsdorf)                                                    |
| ja   | Datei hochladen | Ehem. Pfarrhof HERIS-ID: 13312 Objekt-ID: 9485                                                | Morandusplatz 2 Standort KG: Martinsdorf             | Der ehemalige Pfarrhof von Martinsdorf befindet sich westlich der Kirche. Der zweigeschoßige Bau stammt aus dem dritten Viertel des 19. Jahrhunderts. Sein Putz weist eine Eckquaderung auf. Der einachsige übergiebelte Mittelrisalit zeigt ebenfalls eine Eckquaderung. Das Haus ist durch eine Rechteckportal zugänglich, das über eine Steinrahmung mit Ohren und Keilstein verfügt. | BDA-Hist.: Q38175077 Status: Bescheid Stand der BDA-Liste: 2025-06-30 Name: Ehem. Pfarrhof GstNr.: 7 Pfarrhof Martinsdorf                                                   |
| ja   | Datei hochladen | Schloss Pellendorf HERIS-ID: 13316 Objekt-ID: 9489                                            | Am Schloßberg 1 Standort KG: Pellendorf              | Auf einer Anhöhe im Norden des Ortes Pellendorf befindet sich die mächtige dreiflügelige Anlage um einen rechteckigen Hof. 1319 von Simon von Pellendorf gegründet, seit 1753 im Besitz der Familie Khevenhüller-Metsch. Die ältere Anlage wurde im 17. Jahrhundert ausgebaut; um 18. Jahrhundert wurden der Süd- und der Westflügel umgestaltet; 1915 der südöstliche Eckrisalit angebaut. Das Schloss hat eine schlichte, frühbarocke Fassade des 17. Jahrhunderts. | BDA-Hist.: Q33082324 Status: Bescheid Stand der BDA-Liste: 2025-06-30 Name: Schloss Pellendorf GstNr.: .1 Schloss Pellendorf                                                |
| ja   | Datei hochladen | Kath. Pfarrkirche hl. Katharina HERIS-ID: 13315seit 2022                                      | Am Schloßberg 3 Standort KG: Pellendorf              | Die Kirche mit Dachreiter wurde 1780 erbaut. Das Altarbild des frühklassizistischen Hochaltar stammt von Martin Johann Schmidt. Seitenaltäre, Tabernakel und Kanzel entstanden um 1800. | BDA-Hist.: Q112893238 Status: Bescheid Stand der BDA-Liste: 2025-06-30 Name: Kath. Pfarrkirche hl. Katharina GstNr.: .3 Pfarrkirche Pellendorf                              |
| ja   | Datei hochladen | Pfarrhof HERIS-ID: 13318 Objekt-ID: 9491                                                      | Am Schloßberg 9 Standort KG: Pellendorf              | Der barocke Pfarrhof wurde vor 1780 errichtet. | BDA-Hist.: Q38175200 Status: § 2a Stand der BDA-Liste: 2025-06-30 Name: Pfarrhof GstNr.: .6                                                                                 |
| ja   | Datei hochladen | Figurenbildstock hl. Johannes Nepomuk HERIS-ID: 13314 Objekt-ID: 9487                         | Standort KG: Pellendorf                              | Die Statue aus dem zweiten Viertel des 18. Jahrhunderts steht auf einem geschwungenen Sockel mit Putten. Sie wurde 1910, 1964 und 2017 restauriert. | BDA-Hist.: Q38175108 Status: § 2a Stand der BDA-Liste: 2025-06-30 Name: Figurenbildstock hl. Johannes Nepomuk GstNr.: 726/4                                                 |
| ja   | Datei hochladen | Dreifaltigkeitssäule HERIS-ID: 13323 Objekt-ID: 9496                                          | gegenüber Anton Stöckl-Gasse 37 Standort KG: Schrick | Der Gnadenstuhl, der auf einem achtseitigen Pfeiler mit hohem Sockel ruht, ist bezeichnet mit 1850. | BDA-Hist.: Q38175380 Status: § 2a Stand der BDA-Liste: 2025-06-30 Name: Dreifaltigkeitssäule GstNr.: 4992/19 Dreifaltigkeitssäule (Schrick)                                 |
| ja   | Datei hochladen | Figurenbildstock hl. Johannes Nepomuk HERIS-ID: 13324 Objekt-ID: 9497                         | gegenüber Johannesgasse 19 Standort KG: Schrick      | Der Nepomuk-Bildstock gegenüber dem Haus Nummer 112 stammt aus der Mitte des 17. Jahrhunderts. | BDA-Hist.: Q38175398 Status: § 2a Stand der BDA-Liste: 2025-06-30 Name: Figurenbildstock hl. Johannes Nepomuk GstNr.: 4992/1 Hl.Nepomuk (Schrick)                           |
| ja   | Datei hochladen | Pestkreuz HERIS-ID: 83331 Objekt-ID: 97206                                                    | vor Johannesgasse 44 Standort KG: Schrick            | Laut einer am Denkmal angebrachten Tafel wurde die Pestsäule in Schrick um 1850 errichtet und 1999 renoviert. | BDA-Hist.: Q38180491 Status: § 2a Stand der BDA-Liste: 2025-06-30 Name: Pestkreuz GstNr.: 4992/1 Pestsäule (Schrick)                                                        |
| ja   | Datei hochladen | Kath. Pfarrkirche hl. Margaretha mit Kirchhof und Grabsteinen HERIS-ID: 13320 Objekt-ID: 9493 | Kirchenweg Standort KG: Schrick                      | Die Pfarrkirche hl. Margaretha in Schrick ist ein zwischen 1688 und 1691 erbauter barocker Saalbau mit eingezogener Rundapsis. Der Turm hat einen eingeschwungenen Pyramidenhelm vor einer Volutengiebelfassade. Am Langhaus befinden sich Strebepfeiler und Rundbogenfenster; in der Apsis Segmentbogenfenster. | BDA-Hist.: Q38175285 Status: § 2a Stand der BDA-Liste: 2025-06-30 Name: Kath. Pfarrkirche hl. Margaretha mit Kirchhof und Grabsteinen GstNr.: 263/1, .3 Pfarrkirche Schrick |
| ja   | Datei hochladen | Krauthügelkapelle HERIS-ID: 83330 Objekt-ID: 97205                                            | Standort KG: Schrick                                 | Die Krauthübelkapelle ist ein nördlich des Ortes gelegener, schlichter neugotischer Rohziegelbau mit Eckpilastern von Ende des 19. Jahrhunderts. Die Kapelle wurde 2022 restauriert. Anmerkung: In der Nähe von Höbersbrunn (ebenfalls Gemeinde Gaweinstal) steht die nahezu baugleiche Kreuzkapelle (Lage) | BDA-Hist.: Q38180482 Status: § 2a Stand der BDA-Liste: 2025-06-30 Name: Krauthügelkapelle GstNr.: 5371 Krauthügelkapelle (Schrick)                                          |